# Bracon brullei
Bracon brullei är en stekelart som beskrevs av Dalla Torre 1898. Bracon brullei ingår i släktet Bracon och familjen bracksteklar. Inga underarter finns listade.